# NGC 2610
NGC 2610 est une nébuleuse planétaire située dans la constellation de l'Hydre. NGC 2610 a été découverte par l'astronome germano-britannique William Herschel en 1785.

## Observation
Avec une magnitude visuelle apparente de 13,4, on doit utiliser un télescope dont l'ouverture est d'au moins 250 mm pour l'observer. Comme elle est éloignée des principales étoiles du ciel, elle pourrait être difficile à repérer sans un dispositif numérique de recherche.

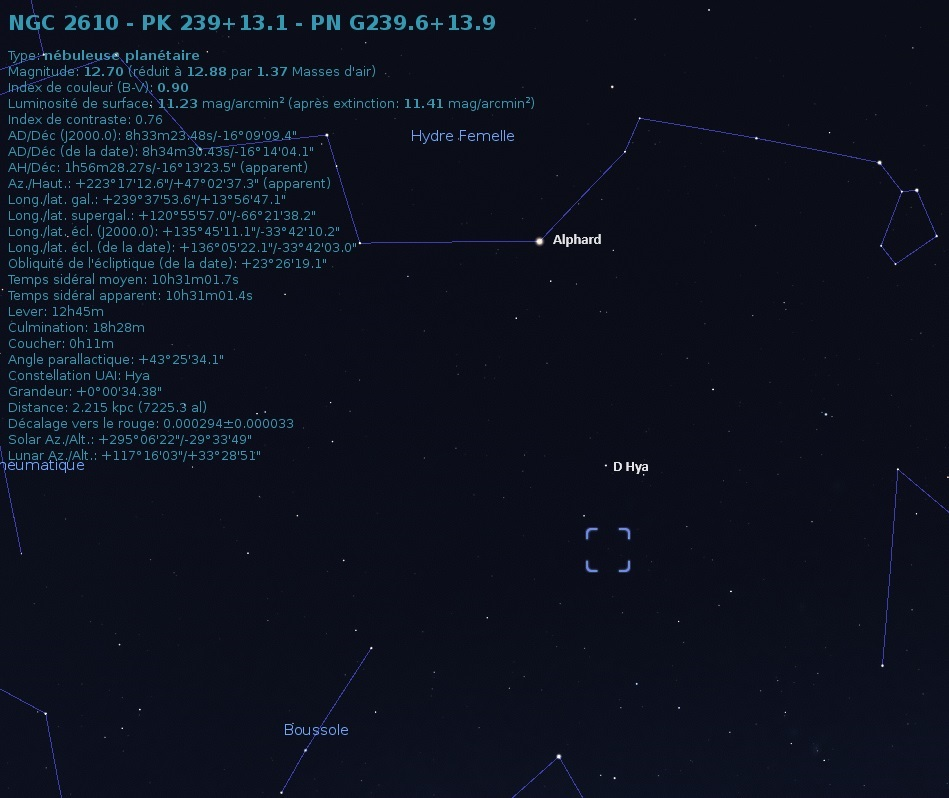
Localisation de NGC 2610 dans la constellation de l'Hydre. (Stellarium)

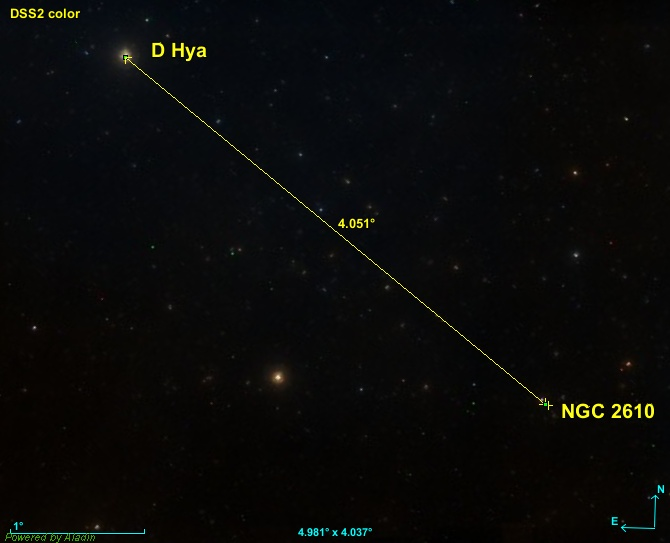
Position de NGC 2610 par rapport à une étoile.

La nébuleuse NGC 2610 est éloignée des étoiles les plus brillantes. L'étoile la plus brillante à proximité est D Hya dont la magnitude visuelle est de 4,32. La nébuleuse est à environ 4,0 degrés au sud-ouest de cette étoile.

## Caractéristiques

### Distance, taille et vitesse
Le logiciel en ligne Aladin Lite permet de consulter les données astronomiques de plusieurs catalogues, dont le « GAIA EARLY DATA RELEASE 3 (GAIA EDR3) ». La parallaxe de NGC 2610 est égale à 0,578 5 ± 0,059 6 mas, ce qui correspond à une distance de 1729 +199
−161 pc.
Selon les sources, la taille apparente de la nébuleuse est comprise entre 0,573', et de 0,70′, ce qui, compte tenu de la distance et grâce à un calcul simple, équivaut à une taille réelle de 1,07 ± 0,21 al.
Deux valeurs identiques de la vitesse sont indiquées sur la base de données Simbad, soit 88,0 ± 10,0 km/s,.

## Morphologie

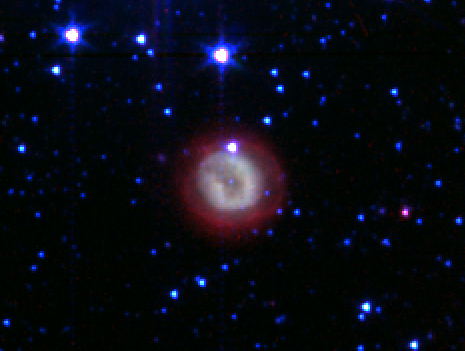
NGC 2610 en infrarouge par le télescope spatial Spitzer.

Bien que NGC 2610 soit une nébuleuse planétaire hautement excitée présentant de forte raies dans l'ultraviolet, elle est lisse et symtrique même sur les images à haute résolution du télescope spatial Hubble. La température des électrons de la nébuleuse (en) est de 20 000 K.
La concentration de poussière dans la nébuleuse est élevée. Elle est distribuée elliptiquement et elle est entourée d'un halo de faible intensité lumineuse. La distribution de la poussière semble plus compatible avec une nébuleuse planétaire de type anneau que bipolaire.